# Patapsco
Patapsco River – rzeka w amerykańskim stanie Maryland. Uchodzi do zatoki Chesapeake w Baltimore.
26 marca 2024 roku w most Francis Scott Key, który wisiał nad rzeką, uderzył kontenerowiec MS Dali, doprowadzając do jego zawalenia.